# Namu (atolón)
Namu es un atolón y un distrito localizado en la cadena de Ralik de las Islas Marshall. El atolón tiene una superficie de 6.27 kilómetros cuadrados que rodea una laguna de 397.12 kilómetros cuadrados. El atolón más próximo a Namu es Ailinglaplap, 40 kilómetros hacia el sur.
Sobre el atolón allí cultivan pandanus, cocoteros, el árbol del pan, plátanos y calabazas.
Los habitantes viven de la pesca, el turismo y la producción de copra.
El atolón tenía en el año 1999, una población total de 801 habitantes.